# Rangkasbitung
Rangkasbitung (anciennement Rangkasbetoeng) est une ville d'Indonésie située dans la province de Banten.
C'est le chef-lieu du Kabupaten de Lebak.

## Transport
Rangkasbitung est le terminus d'une des lignes du KRL Commuterline, qui la relie à Jakarta.

## Personnalités
Eduard Douwes Dekker alias Multatuli, l'auteur de Max Havelaar, a vécu à Rangkasbitung comme assistent-resident. Cette expérience l'a amené à écrire le roman.
La mère des musiciens de rock Eddie Van Halen et Alex Van Halen, Eugenie van Beers (1915-2005), est originaire de cette ville.

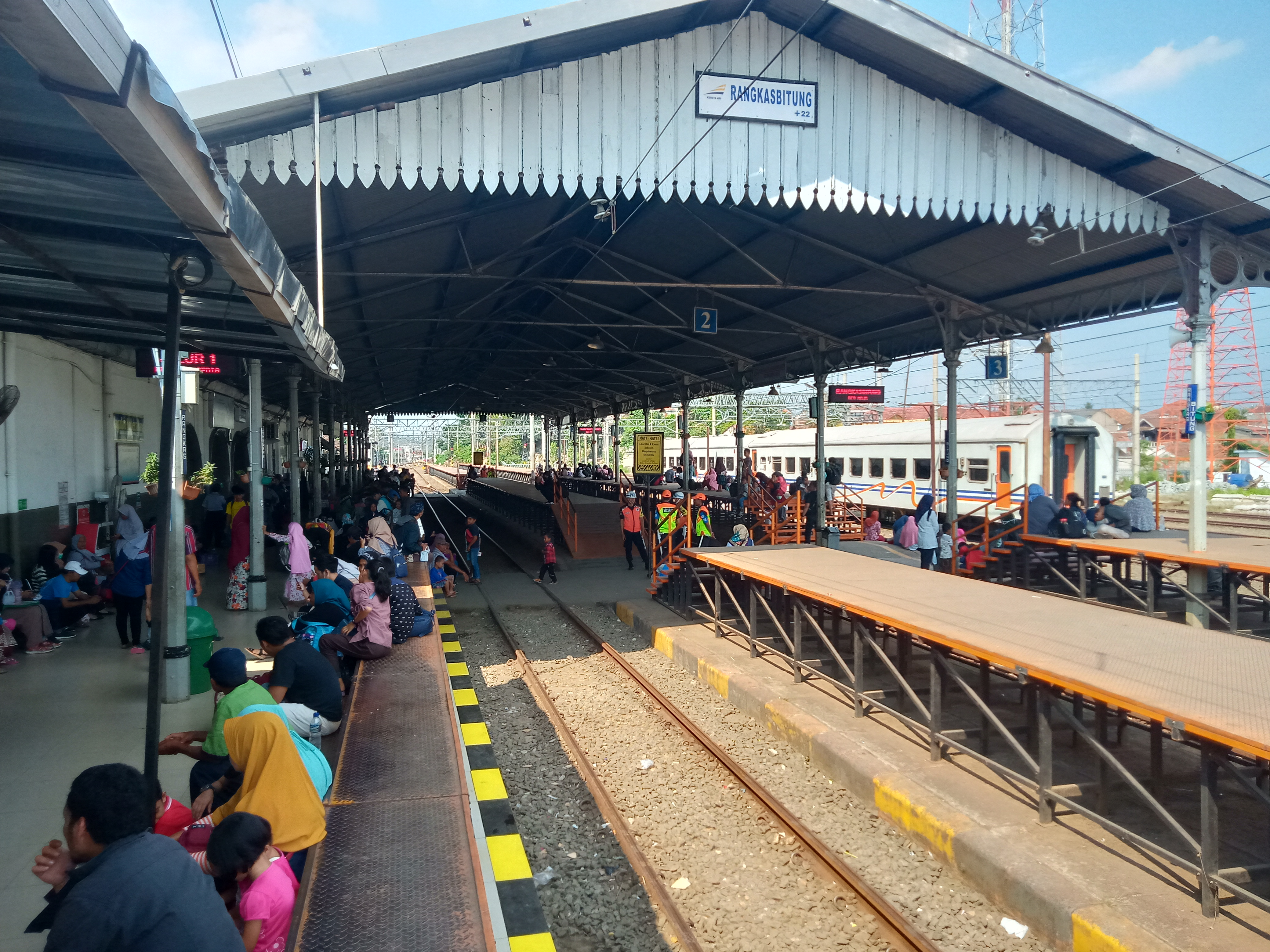
La gare de Rangkasbitung
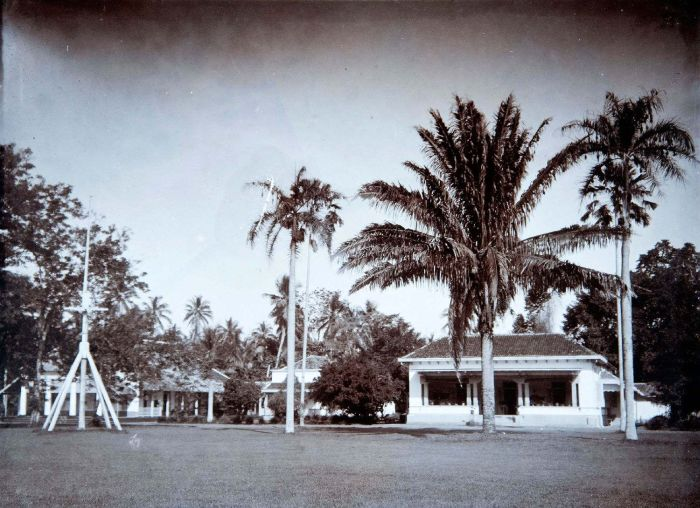
La maison de l’assistent-resident de Rangkasbitung entre 1915 et 1926
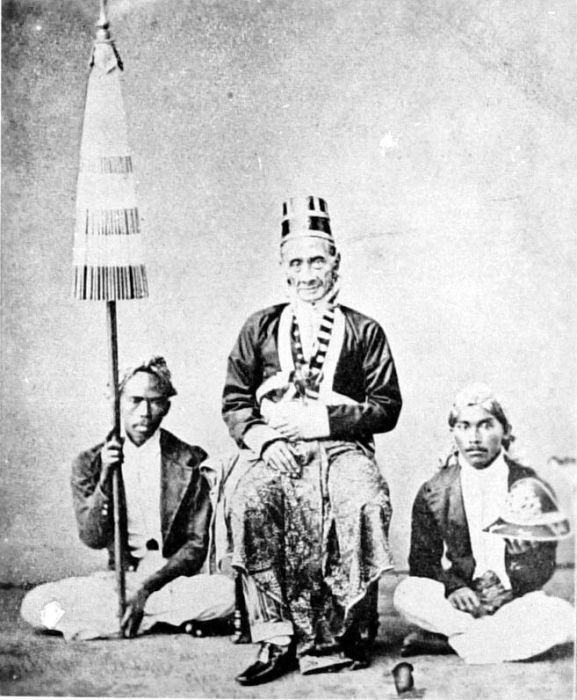
R. A. A. Karta Natanegara, bupati de Lebak à l'époque où se déroule le roman Max Havelaar